# Ford Meteor
O Ford Meteor foi a versão sedan do Ford Laser em alguns mercados, em 1981, incluindo Austrália e África do Sul. Foi baseado na família de carros Mazda. Quando o Meteor foi lançado na Austrália, em 1981, substituiu o Ford Cortina, ainda que foi uma medida temporal até que o Ford Telstar fosse apresentado. O nome Meteor foi substituído na Austrália em 1987 pelo nome Laser, mas foi mantido na África do Sul, onde foi usado entre 1986 e 1995.